# Vampire: Die Maskerade – Redemption
Vampire: Die Maskerade – Redemption (engl. Vampire: The Masquerade – Redemption) vom US-amerikanischen Spieleentwickler Nihilistic Software ist das erste Computer-Rollenspiel auf Basis des Rollenspiel-Regelwerks Vampire: Die Maskerade von White Wolf. Der Titel erschien im Sommer 2000 im Vertrieb des US-amerikanischen Publishers Activision für Windows. Es ist ein eigenständiges Werk vor dem Regelwerkshintergrund und steht in keiner Verbindung zu dem 2004 veröffentlichten Lizenzspiel Vampire: The Masquerade – Bloodlines.

## Hintergrundszenario
Nachdem Kain seinen Bruder Abel erschlagen hatte, wanderte er aus in das Land Nod. Gott hatte ihn verstoßen und ihm untersagt, je wieder von den von ihm erschaffenen Früchten zu essen. Stattdessen solle er sich nur noch von Blut ernähren können. Aber weil dies noch nicht reichte, nahm Gott ihm jegliche Möglichkeit, in das himmlische Paradies einzutreten, indem er ihm die Unsterblichkeit schenkte.
Kain blieb ein Äon lang im Land Nod, doch schließlich war er der ewigen Einsamkeit überdrüssig und kehrte zurück in das Land, das sein Bruder Set aufgebaut hatte. Hier gründete und herrschte er über eine große Stadt. Doch er fühlte sich weiter einsam, denn er war der einzige seiner Art. Und so beschloss er, Nachkommen zu zeugen. Doch seine Kinder entstanden nicht auf herkömmlichem Weg. Drei Menschen hat Kain seinen Fluch aufgezwungen, die wiederum 13 Kinder zeugten. Doch er fürchtete die Rache Gottes und untersagte es seinen Kindern und Enkeln eine weitere Generation zu zeugen.
Dann kam die Sintflut und vernichtete alles Leben auf der Erde. Kain hielt dies für eine Strafe Gottes und zog es vor, ins Exil zu gehen. Seine Kinder baten ihn zurückzukommen, doch er wollte sich nicht weiter in das Geschehen auf Erden verwickeln lassen.
Nun begannen seine Kinder, sich untereinander zu bekämpfen. In diesem Krieg erschlugen Kains Enkel ihre Eltern und bauten eine neue Stadt auf. Jeder von ihnen gründete seinen eigenen Clan, indem er weitere Nachkommen zeugte. Sie fürchteten jedoch, dass weitere Generationen benutzt werden könnten, um die Streitereien zwischen den 13 Enkeln Kains, den „Vorsintflutlichen“, auszutragen. Daher wurde nun der vierten Generation verboten, selbst Kinder zu schaffen.
Mit der Zeit starb die Stadt und die Macht der Vorsintflutlichen über ihre Kinder, woraufhin diese eigene Nachkommen zeugten und erneut begannen, einander zu bekämpfen. Sie hielten sich jedoch an das Gebot der „Maskerade“ (Masquerade), das bis heute verhindert hat, dass die Menschen von der Existenz von Vampiren erfuhren.

## Handlung
Die Handlung des Spiels ist fiktiv, nutzt jedoch zeitgeschichtlich reale Orte und Ereignisse als Hintergrund für die Erzählung. Das Spiel teilt sich dabei in zwei Hälften, die in unterschiedlichen Zeitaltern angesiedelt sind, dem Mittelalter und der Moderne. Die Hauptfigur des Spielers ist der im 12. Jahrhundert geborene Kreuzritter Christophe Romuald. Wegen einer schweren Verwundung muss Christophe von seinen Kameraden im Kloster zu Prag zurückgelassen werden, wo er sorgsam von Schwester Anezka gesundgepflegt wurde. Dabei verlieben sich beide ineinander. Die Liebe zu Anezka ist durch das ganze Spiel hindurch Motor und Motivation für Christophes Handeln.
Als er nach seiner Gesundung als Ausdruck seiner Dankbarkeit die lokale Mine von Monstern befreien will, trifft er erstmals auf einen weiblichen Vampir namens Asra, die Untote, die er als Urheberin des Übels vernichtet. In der Nacht wird er jedoch von der Vampirin Ecaterina die Weise gebissen und somit selbst zu einem Vampir. Er erfährt von der Parallelgesellschaft der Vampire, den verschiedenen Clans und ihrem Wettbewerb untereinander. Als neues Mitglied des Clans der Brujah soll Christophe helfen, die Einhaltung der Maskerade gegenüber anderen Vampirclans durchzusetzen, durch die die Existenz von Vampiren vor den Menschen verborgen bleiben soll. Problematisch ist für den religiösen Fanatiker Christophe die Erkenntnis, nun selbst eine seinem Verständnis nach verfluchte Kreatur zu sein. Im Ränkespiel der Clans erweist sich auch seine Liebe zu Anezka als Schwachstelle. Feindlich gesinnte Vampire unter ihrem Anführer Vukodlak entführen sie und nutzen sie als Druckmittel gegen Christophe. Im Kampf gegen seine Feinde muss dieser mit seinen vampirischen Begleitern verschiedene Schauplätze in den Städten Prag und Wien aufsuchen. In einem Zwischenfinale mit Vukodlak in Prag wird Christophe verschüttet und fällt in einen mehr als 800 Jahre dauernden Schlaf. Er erwacht wieder im Jahr 1999 in London. Auf der Suche nach seiner Liebe Anezka stößt er wieder auf die Spuren seines Erzfeindes Vukodlak. Dieser ist bemüht, zum Gott aufzusteigen. Um dies zu verhindern und die inzwischen in einen Ghul verwandelte Anezka zu befreien, reist Christophe nach New York, wo es zum finalen Endkampf mit Vukodlak kommt. Je nach Verhalten des Spielers und einigen Dialogentscheidungen im Verlauf ergeben sich drei unterschiedliche Enden des Spiels.

## Spielprinzip
In Vampire: The Masquerade – Redemption steuert der Spieler eine bis zu vier Personen umfassende Heldengruppe in einer 3D-Umgebung. Die Kamera zeigt das Geschehen aus einer Third-Person-Ansicht. Der Spieler kann die Kamera drehen und zoomen. Hauptfigur Christophe ist stets Mitglied der sogenannten Coterie, die restlichen Gruppenmitglieder können aus einem Pool potentieller Begleiter ausgewählt werden. Die Kämpfe laufen in Echtzeit, lassen sich jedoch auf Tastendruck jederzeit pausieren, um den Figuren Handlungsanweisungen zu geben.
Für die Erfüllung von Aufgaben und das Erledigen von Gegner werden Erfahrungspunkte gesammelt, die in Schlüsselszenen oder während des Rastens im Schlafsarg des Vampirs zur Steigerung von Attributen und Vampirfähigkeiten, den sogenannten Disziplinen, eingesetzt werden können. Magische Fähigkeiten können durch das Finden von Büchern in der Spielwelt erlernt und verbessert werden. Besondere Bedeutung hat der Wert Menschlichkeit. Sinkt dieser auf Null wird aus dem Vampir eine reißende, blutsaugenden Bestie, was gleichbedeutend mit dem Ende des Charakters ist. Der Menschlichkeitswert steht in enger Verbindung mit dem für Vampire notwendigen Blutsaugen. Abgesenkt wird der Wert beispielsweise dadurch, wenn die Gruppenmitglieder das Blut anderer Spielfiguren vollständig aussagen und diese damit töten. Um dies zu verhindern, muss der Saugvorgang rechtzeitig abgebrochen werden oder durch Blutkonserven ersetzt werden. Der Menschlichkeitswert bestimmt auch den Ausgang des Spiels.
Die Ausrüstung der Charaktere orientiert sich an den Waffen der jeweiligen Zeitalter. Im Mittelalter handelt es sich dabei um Schwerter, Bögen und ähnliches. In der Moderne stehen schließlich auch Schusswaffen zur Auswahl. Das Leveldesign ist stark linear und das Spiel tendiert zum Hack and Slay.

## Rezeption
Vampire: The Masquerade – Redemption erhielt mittlere Wertungen (GameRankings: 74,77 % / Metacritic: 74 von 100). Gelobt wurde vor allem die Grafik und die Akustik des Spiels. Kritisiert wurde dagegen die Wegfindung und Probleme mit der Kamera. Bemängelt wurde auch die ursprüngliche Speicherfunktion, die das Speichern nur an ausgewählten Punkten oder in der eigenen Unterkunft zuließ. Durch einen Patch nach Veröffentlichung wurde das Speichern zu jedem beliebigen Zeitpunkt möglich.

## Besonderheiten
Es gibt drei Versionen des Finales. Hat man sich immer „menschlich“ verhalten und nie einen Menschen, sondern nur Vampire und Monster getötet, bekommt man Anezka und macht sie zur Brujah. Unterwirft man sich am Ende Vukodlak, stirbt sie. Ist durch übermäßiges Austrinken von Menschen und andere Gräueltaten der Menschlichkeitswert zu tief gesunken, usurpiert man Vukodlaks Platz, beißt diesen und herrscht selbst im neuen Jahrtausend.
Zum Spiel gehört auch ein Multiplayer-Modus mit Spielleiter-Funktion. Damit können online oder im Netzwerk Abenteuer im Stil von Pen-&-Paper-Rollenspielen durchgeführt werden.